# Leroy Sané
Pour les articles homonymes, voir Sané.
Leroy Sané, né le 11 janvier 1996 à Essen en Allemagne, est un footballeur international allemand qui évolue au poste d'ailier gauche au Galatasaray SK.

## Biographie

### Enfance
Leroy Aziz Sané est allemand par sa mère, Regina Weber, championne de gymnastique rythmique (médaillée de bronze aux Jeux olympiques de Los Angeles en 1984 avec la RFA) et d'origine sénégalaise par son père, Souleymane Sané, footballeur international sénégalais. Son père ayant grandi en France et fait son service militaire pour la France, en Allemagne où il rencontra Regina Weber à Wattenscheid, Leroy Sané possède la double nationalité allemande et française.
Prénommé Leroy en l'honneur de Claude Le Roy, ancien sélectionneur de son père, il est le frère de Kim Sané  et de Sidi Sané, tous footballeurs.

### Parcours chez les juniors
Leroy Sané a comme exemple le Portugais Cristiano Ronaldo et le Brésilien Ronaldinho. Il débute avec le SG Wattenscheid 09, le club où joue son père pendant longtemps. Après quatre ans, il quitte le SG Wattenscheid 09 pour rejoindre le Schalke 04 puis le Bayer 04 Leverkusen pour trois ans, où il devient champion d'Allemagne avec l'équipe junior. Il retourne en 2011 au centre de formation du Schalke 04.

### Carrière en club

#### Schalke 04 (2011-2016)
Formé à Schalke 04 et au Bayer Leverkusen, il participe à l'UEFA Youth League lors de la saison 2013-2014.
Le 21 mars 2014, il signe un contrat professionnel de trois ans avec Schalke 04 courant jusqu'en juin 2017. Il fait ses débuts professionnels en Bundesliga le 20 avril 2014 face au VfB Stuttgart et marque le premier but de sa carrière en Bundesliga le 13 décembre 2014 face au FC Cologne. Il impressionne à presque chacune de ses entrées en jeu. Le 14 mars 2015, il joue son match en tant que titulaire face au Hertha BSC Berlin et marque un but à la 22e minute de jeu qui permet à son club d'égaliser.
Il joue son premier match en Ligue des champions le 10 mars 2015 contre le Real Madrid. Il entre sur le terrain en remplaçant Eric Maxim Choupo-Moting à la 29e minute. Il marque un but à la 57e minute pour égaliser à 3-3. Il délivre ensuite une passe décisive à Klaas-Jan Huntelaar pour le quatrième but de Schalke. Schalke 04 remporte le match 4-3, mais perd malgré tout une place en quarts de finale en raison du total de buts sur le match aller-retour (Real Madrid 5-4 Schalke 04).
Le 25 juillet 2015, il prolonge son bail de deux ans avec Schalke ce qui le lie avec le club jusqu'en 2019.
Le 20 septembre 2015, il marque son premier but de la saison 2015-2016 à l'occasion de la 5e journée de Bundesliga face à Stuttgart (victoire 1-0). Il récidive le 23 septembre en marquant le deuxième but de son équipe face à l'Eintracht Francfort, lors de la 6e journée. Le 26 septembre, lors de la 7e journée de Bundesliga, il marque son troisième but de la saison lors d'un match en championnat face à Hambourg. C’est d’ailleurs l'unique but du match.

#### Manchester City (2016-2020)
Le 2 août 2016, il rejoint le club anglais de Manchester City en signant un contrat de cinq ans pour un transfert estimé à environ 50 M€ comprenant les bonus. Il fait ses débuts officiels lors d'une victoire 1-2 dans le derby contre Manchester United, le 10 septembre 2016. Il marque son premier but lors d'une victoire 2-1 à domicile contre Arsenal en Premier League, le 18 décembre 2016.
Le 13 avril 2017, il fait partie des six nommés au titre de meilleur jeune joueur de l'année, décerné par l'association des footballeurs professionnels britanniques. Le prix revient à Dele Alli de Tottenham.
L'année suivante, il remporte le championnat d'Angleterre et la Coupe de la Ligue et remporte le prix du Jeune joueur PFA de l'année.
Il se fait remarquer le 12 décembre 2018 en marquant deux buts lors d'une rencontre de Ligue des champions face au TSG 1899 Hoffenheim. Ces deux réalisations permettent à son équipe de s'imposer (2-1 score final).

#### Bayern Munich (2020-2025)
Le 2 juillet 2020, Leroy Sané s'engage officiellement avec le Bayern Munich après avoir passé sa visite médicale dans la matinée,. Il joue son premier match sous ses nouvelles couleurs le 18 septembre 2020, lors de la première journée de la saison 2020-2021 de Bundesliga, face à son ancien club, Schalke 04. Titularisé au poste d'ailier droit, il contribue à la large victoire de son équipe par huit buts à zéro, en marquant son premier but et en délivrant deux passes décisives pour Serge Gnabry,.
Le 3 novembre 2020, Sané marque son premier but en Ligue des champions pour le Bayern Munich lors d'une victoire 6-2 à l'extérieur contre le Red Bull Salzbourg lors des poules.
Le 20 octobre 2021, Sané se fait remarquer lors d'une rencontre de Ligue des champions en marquant deux buts contre le Benfica Lisbonne. Auteur également d'une passe décisive pour Robert Lewandowski ce jour-là, il contribue à la victoire de son équipe par quatre buts à zéro. Lors de deuxième saison avec le Bayern, Sané, en Ligue des champions, inscrit six buts et délivre sept passes décisives faisant de lui le meilleur passeur cette saison, ils sont éliminés en quart de finale contre la surprenante équipe de Villarreal.
Sa troisième saison se passe moins bien d'un point de vue personnel. Transparent dans certains matchs, il fait l'objet de nombreuses critiques. En avril 2023, le club allemand sanctionne lourdement Sadio Mané pour son coup de poing au visage asséné à Sané à l’issue de la lourde défaite sur la pelouse de Manchester City en quart de finale aller de la Ligue des champions (3-0).
Le 20 septembre 2023, Sané marque le premier but d'une victoire 4-3 contre Manchester United et est nommé Homme du match lors du match d'ouverture de la campagne de Ligue des champions 2023-2024. Il continue de briller pour ce début de saison en marquant 6 buts en 8 matchs de championnat. Il est récompensé en étant nommé joueur du mois du Bayern pour le mois d'août. Le 30 avril 2024, Sané est buteur lors du match aller des demi-finales de la Ligue des champions face au Real Madrid (2-2), mais le Bayern est éliminé au bout du suspense au Santiago-Bernabéu sur le score cumulé de 4 à 3.
Lors de la saison 2024-2025, Sané peine à trouver son meilleur niveau, et l'arrivée de Michael Olise réduit son temps de jeu, mais il se montre prolifique, notamment en Bundesliga en battant son record de but sur une saison en championnat, il est d'ailleurs buteurs face au RB Leipzig, le 3 mai 2025, permettant d'assurer le titre.
Malgré des moments de brillance et des contributions importantes aux titres du Bayern, le passage de Leroy Sané au Bayern Munich a parfois été perçu comme inconstant, alternant des périodes de grande forme avec des baisses de régime et des blessures.

#### Galatasaray SK
Le 12 juin, alors qu'il était courtisé par Arsenal, Tottenham ou encore Marseille, Sané signe librement au Galatasaray, pour un contrat de 3 ans,.

### Équipe d'Allemagne
Un temps poussé par son père à rejoindre l'équipe du Sénégal, il choisit finalement l'équipe d'Allemagne. Il joue son premier match avec l'équipe d'Allemagne espoirs le 3 septembre 2015 contre le Danemark. Il entre en jeu à la place de Julian Brandt et son équipe l'emporte par deux buts à un.
Sané honore sa première sélection lors du match amical du 13 novembre 2015 contre la France (défaite 0-2).
Figurant dans la liste des 23 sélectionnés pour l'Euro 2016, il entre en cours de jeu en demi-finale contre la France (défaite 0-2).
Alors que le sélectionneur allemand Joachim Löw fera appel à ses talents pour la Coupe des confédérations 2017, Leroy Sané décidera de ne pas participer au tournoi afin de profiter de la trêve estivale pour récupérer d'une opération du nez.
Alors qu'il figure dans la liste temporaire des 27 joueurs allemands pouvant participer à la Coupe du monde 2018 en Russie, l'entraîneur Joachim Löw décide de ne pas l'inclure dans la liste finale des 23 joueurs, indiquant certes que Leroy Sané mérite de participer à une Coupe du monde mais qu'il préfère prendre Julian Brandt pour représenter l'Allemagne en Russie,.
Sané inscrit son premier but en sélection le 19 novembre 2018, contre les Pays-Bas. Il est titularisé et les deux équipes se neutralisent (2-2 score final).
Le 19 mai 2021, Sané est sélectionné pour le UEFA Euro 2020. Le 10 novembre 2022, il est sélectionné par Hansi Flick pour participer à la Coupe du monde 2022. Le 16 mai 2024, il fait partie d'une liste provisoire de 27 joueurs sélectionnés par Julian Nagelsmann en vue de préparer l'Euro 2024, avant de se retrouver dans la liste définitive le 7 juin. Cependant, il est remplaçant avant d'être titulaire pendant le huitième et le quart de finale de la compétition à la place de Florian Wirtz. L'Allemagne échoue face à l'Espagne, et les prestations de Sane sont critiqués.

## Vie privée
Leroy Sané est marié avec l'Américaine Candice Brook,. En 2018, le couple annonce la naissance de leur premier enfant, une fille du nom de Rio Stella. En 2020, ils annoncent la naissance de leur deuxième enfant, un garçon appelé Milo.

## Statistiques

### Statistiques détaillées
| Saison                | Club                  | Championnat           | Championnat | Championnat | Championnat | Coupe nationale | Coupe nationale | Coupe nationale | Coupe de la Ligue | Coupe de la Ligue | Coupe de la Ligue | Supercoupe | Supercoupe | Supercoupe | Compétition(s) continentale(s) | Compétition(s) continentale(s) | Compétition(s) continentale(s) | Compétition(s) continentale(s) | Supercoupe de l'UEFA | Supercoupe de l'UEFA | Supercoupe de l'UEFA | Coupe du monde des clubs | Coupe du monde des clubs | Coupe du monde des clubs | Allemagne | Allemagne | Allemagne | Total | Total | Total |
| Saison                | Club                  | Division              | M.          | B.          | P.d.        | M.              | B.              | P.d.            | M.                | B.                | P.d.              | M.         | B.         | P.d.       | Comp.                          | M.                             | B.                             | P.d.                           | M.                   | B.                   | P.d.                 | M.                       | B.                       | P.d.                     | M.        | B.        | P.d.      | M.    | B.    | P.d.  |
| 2013-2014             | Schalke 04            | Bundesliga            | 1           | 0           | 0           | -               | -               | -               | -                 | -                 | -                 | -          | -          | -          | -                              | -                              | -                              | -                              | -                    | -                    | -                    | -                        | -                        | -                        | -         | -         | -         | 1     | 0     | 0     |
| 2014-2015             | Schalke 04            | Bundesliga            | 13          | 3           | 0           | -               | -               | -               | -                 | -                 | -                 | -          | -          | -          | C1                             | 1                              | 1                              | 0                              | -                    | -                    | -                    | -                        | -                        | -                        | -         | -         | -         | 14    | 4     | 0     |
| 2015-2016             | Schalke 04            | Bundesliga            | 33          | 8           | 6           | 2               | 0               | 0               | -                 | -                 | -                 | -          | -          | -          | C3                             | 7                              | 1                              | 1                              | -                    | -                    | -                    | -                        | -                        | -                        | 4         | 0         | 0         | 46    | 9     | 7     |
| Sous-total            | Sous-total            | Sous-total            | 47          | 11          | 6           | 2               | 0               | 0               | -                 | -                 | -                 | -          | -          | -          | -                              | 8                              | 2                              | 1                              | -                    | -                    | -                    | -                        | -                        | -                        | 4         | 0         | 0         | 61    | 13    | 7     |
| 2016-2017             | Manchester City       | Premier League        | 26          | 5           | 3           | 5               | 2               | 1               | 2                 | 0                 | 0                 | -          | -          | -          | C1                             | 4                              | 2                              | 2                              | -                    | -                    | -                    | -                        | -                        | -                        | 2         | 0         | 0         | 39    | 9     | 6     |
| 2017-2018             | Manchester City       | Premier League        | 32          | 10          | 15          | 3               | 1               | 1               | 5                 | 3                 | 1                 | -          | -          | -          | C1                             | 9                              | 0                              | 2                              | -                    | -                    | -                    | -                        | -                        | -                        | 6         | 0         | 1         | 55    | 14    | 20    |
| 2018-2019             | Manchester City       | Premier League        | 31          | 10          | 10          | 4               | 2               | 1               | 3                 | 0                 | 2                 | 1          | 0          | 0          | C1                             | 8                              | 4                              | 4                              | -                    | -                    | -                    | -                        | -                        | -                        | 7         | 5         | 0         | 54    | 21    | 17    |
| 2019-2020             | Manchester City       | Premier League        | 1           | 0           | 0           | -               | -               | -               | -                 | -                 | -                 | 1          | 0          | 0          | C1                             | -                              | -                              | -                              | -                    | -                    | -                    | -                        | -                        | -                        | 2         | 0         | 0         | 4     | 0     | 0     |
| Sous-total            | Sous-total            | Sous-total            | 90          | 25          | 27          | 12              | 5               | 3               | 10                | 3                 | 3                 | 2          | 0          | 0          | -                              | 21                             | 6                              | 8                              | -                    | -                    | -                    | -                        | -                        | -                        | 17        | 5         | 1         | 152   | 44    | 42    |
| 2020-2021             | Bayern Munich         | Bundesliga            | 32          | 6           | 9           | 1               | 1               | -               | -                 | -                 | -                 | -          | -          | -          | C1                             | 8                              | 3                              | 1                              | 1                    | 0                    | 0                    | 2                        | 0                        | 0                        | 13        | 2         | 1         | 57    | 12    | 11    |
| 2021-2022             | Bayern Munich         | Bundesliga            | 32          | 7           | 7           | 2               | 1               | 2               | -                 | -                 | -                 | 1          | 0          | 0          | C1                             | 10                             | 6                              | 7                              | -                    | -                    | -                    | -                        | -                        | -                        | 11        | 4         | 1         | 56    | 18    | 17    |
| 2022-2023             | Bayern Munich         | Bundesliga            | 32          | 8           | 8           | 3               | 1               | 1               | -                 | -                 | -                 | 1          | 1          | 0          | C1                             | 8                              | 4                              | 2                              | -                    | -                    | -                    | -                        | -                        | -                        | 8         | 0         | 1         | 52    | 14    | 12    |
| 2023-2024             | Bayern Munich         | Bundesliga            | 27          | 8           | 11          | 2               | 0               | 0               | -                 | -                 | -                 | 1          | 0          | 0          | C1                             | 12                             | 2                              | 2                              | -                    | -                    | -                    | -                        | -                        | -                        | 12        | 2         | 2         | 54    | 12    | 15    |
| 2024-2025             | Bayern Munich         | Bundesliga            | 30          | 11          | 5           | 2               | 1               | 0               | -                 | -                 | -                 | -          | -          | -          | C1                             | 13                             | 1                              | 0                              | -                    | -                    | -                    | 3                        | 0                        | 0                        | 5         | 1         | 0         | 53    | 14    | 5     |
| Sous-total            | Sous-total            | Sous-total            | 153         | 40          | 39          | 10              | 4               | 2               | 0                 | 0                 | 0                 | 3          | 1          | 0          | -                              | 51                             | 16                             | 12                             | 1                    | 0                    | 0                    | 5                        | 0                        | 0                        | 49        | 9         | 5         | 272   | 70    | 58    |
| 2025-2026             | Galatasaray SK        | Süper Lig             | 2           | 0           | 0           | -               | -               | -               | -                 | -                 | -                 | -          | -          | -          | C1                             | -                              | -                              | -                              | -                    | -                    | -                    | -                        | -                        | -                        | -         | -         | -         | 2     | 0     | 0     |
| Total sur la carrière | Total sur la carrière | Total sur la carrière | 292         | 76          | 72          | 24              | 9               | 5               | 10                | 3                 | 3                 | 6          | 1          | 0          | -                              | 80                             | 24                             | 21                             | 1                    | 0                    | 0                    | 5                        | 0                        | 0                        | 70        | 14        | 6         | 488   | 127   | 107   |

### Buts internationaux
|    | Date              | Lieu                                      | Adversaire    | Score | Résultat | Notes              | Passe décisive | Compétition                       |
| -- | ----------------- | ----------------------------------------- | ------------- | ----- | -------- | ------------------ | -------------- | --------------------------------- |
| 1  | 15 novembre 2018  | Red Bull Arena, Leipzig, Allemagne        | Russie        | 1-0   | 3-0      |                    |                | Match amical                      |
| 2  | 19 novembre 2018  | Veltins-Arena, Gelsenkirchen, Allemagne   | Pays-Bas      | 2-0   | 2-2      |                    |                | Ligue des nations 2018-2019       |
| 3  | 24 mars 2019      | Johan Cruyff ArenA, Amsterdam, Pays-Bas   | Pays-Bas      | 0-1   | 2-3      |                    |                | Éliminatoires Euro 2020           |
| 4  | 8 juin 2019       | Borisov Arena, Baryssaw, Biélorussie      | Biélorussie   | 0-1   | 0-2      |                    |                | Éliminatoires Euro 2020           |
| 5  | 11 juin 2019      | Opel Arena, Mayence, Allemagne            | Estonie       | 8-0   | 8-0      |                    |                | Éliminatoires Euro 2020           |
| 6  | 14 novembre 2020  | Red Bull Arena, Leipzig, Allemagne        | Ukraine       | 1-1   | 3-1      |                    |                | Ligue des nations 2020-2021       |
| 7  | 7 juin 2021       | Merkur Spiel-Arena, Düsseldorf, Allemagne | Lettonie      | 7-1   | 7-1      |                    |                | Match amical                      |
| 8  | 2 septembre 2021  | Kybunpark, Saint-Gall, Suisse             | Liechtenstein | 0-2   | 0-2      |                    |                | Éliminatoires Coupe du Monde 2022 |
| 9  | 8 septembre 2021  | Laugardalsvöllur, Reykjavik, Islande      | Islande       | 0-3   | 0-4      |                    |                | Éliminatoires Coupe du Monde 2022 |
| 10 | 11 novembre 2021  | Volkswagen-Arena, Wolfsburg, Allemagne    | Liechtenstein | 3-0   | 9-0      |                    |                | Éliminatoires Coupe du Monde 2022 |
| 11 | 11 novembre 2021  | Volkswagen-Arena, Wolfsburg, Allemagne    | Liechtenstein | 5-0   | 9-0      |                    |                | Éliminatoires Coupe du Monde 2022 |
| 12 | 9 septembre 2023  | Volkswagen-Arena, Wolfsburg, Allemagne    | Japon         | 1-1   | 1-4      | 19e du pied gauche | Florian Wirtz  | Match amical                      |
| 13 | 12 septembre 2023 | Signal Iduna Park, Dortmund, Allemagne    | France        | 2-0   | 2-1      | 87e du pied gauche | Kai Havertz    | Match amical                      |

## Palmarès

### En club
| Manchester City (8) | Bayern Munich (8) |
| --- | --- |
| - Premier League - Champion en 2018, 2019 - Coupe de la Ligue anglaise - Vainqueur en 2018,2019,2020 - Coupe d'Angleterre - Vainqueur en 2019 - Community Shield - Vainqueur en 2018 et 2019 | - Bundesliga - Champion en 2021, 2022, 2023 et 2025 - Supercoupe d'Allemagne - Vainqueur en 2021 et 2022 - Finaliste en 2023 - Supercoupe de l'UEFA - Vainqueur en 2020 - Coupe du monde des clubs de la FIFA - Vainqueur en 2020 |

### Distinctions personnelles
- Jeune joueur de l'année PFA (en) en 2018.